# Kölner Elektromobil-Gesellschaft Heinrich Scheele
Die Kölner Elektromobil-Gesellschaft Heinrich Scheele war ein deutscher Hersteller von Elektroautos und Nutzfahrzeugen.
Das Vorgängerunternehmen Wagenbauanstalt Heinrich Scheele verlegte 1891 seinen Hauptsitz von Elberfeld nach Köln. In der Maastrichter Straße im Belgischen Viertel und in der Zweigniederlassung Elberfeld wurden verschiedenste Kutschwagen produziert. Im Jahr 1898 begann die Produktion von Elektroautomobilen. 1899 wurde ein weiteres Werk in der Aachener Straße (Köln-Lindenthal) eröffnet. 1906 erfolgte die Umbenennung und 1908 der Eintrag als GmbH ins Handelsregister.

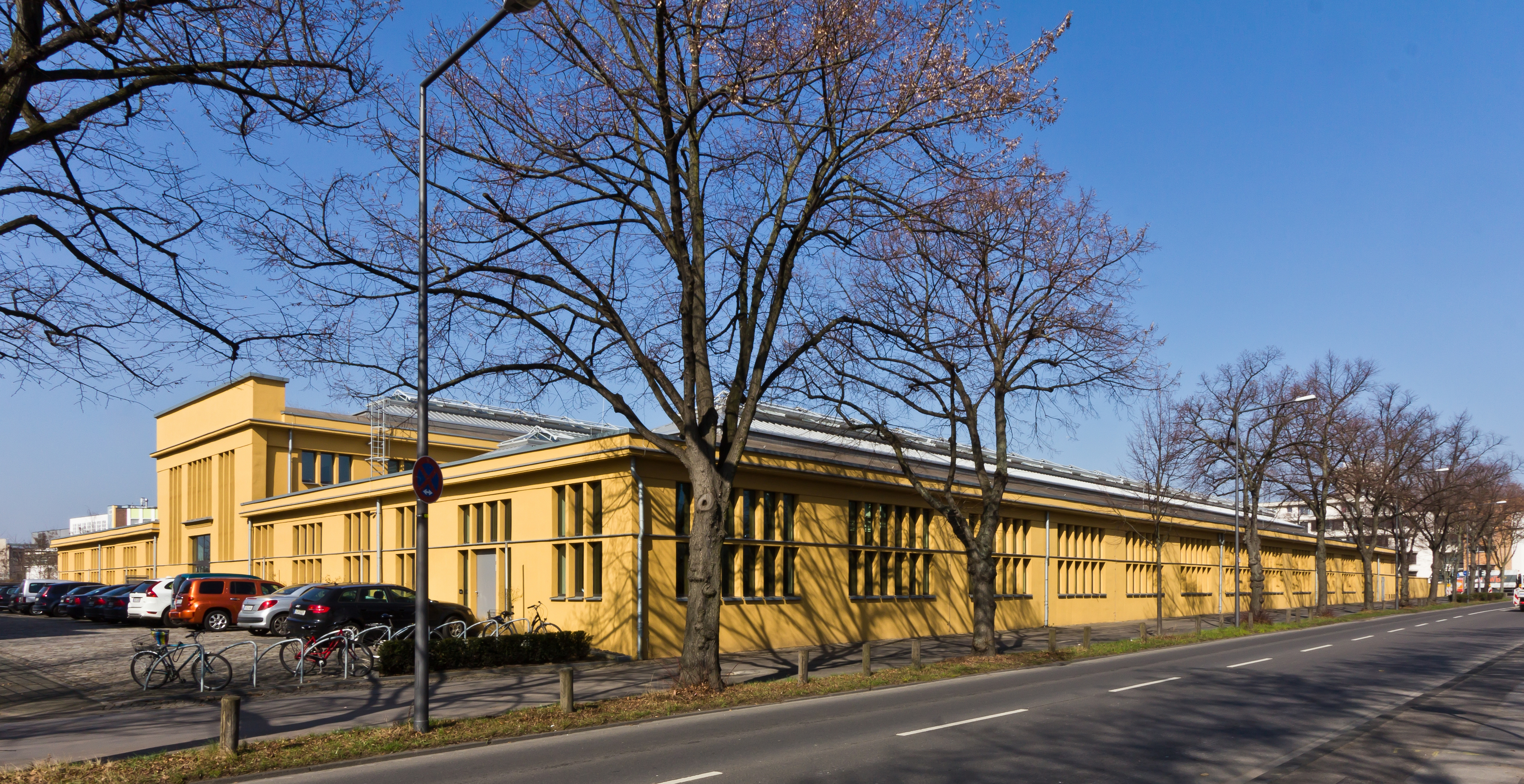
Wagenfabrik Heinrich Scheele

Gebaut wurden elektrisch angetriebene Personenkraftwagen, Ambulanzfahrzeuge und Lastkraftwagen. Die Batterien lieferten anfangs die Accumulatorenwerke Gottfried Hagen, die Motoren stammten von der Ernst Heinrich Geist Electrizitäts-AG. Die Stadt Köln war bereits ab 1904 Großkunde, Fahrzeuge von Scheele wurden bei der Feuerwehr und der Müllabfuhr eingesetzt. Auch die Reichspost wurde mit Lieferfahrzeugen ausgestattet. Nach anfänglich großer Beachtung auf diversen Ausstellungen, stärker werdender Konkurrenz von Vergaserfahrzeugen und der Wirtschaftskrise von 1907 wurden über Scheele 1908 zwei Konkursverfahren eröffnet, das Unternehmen konnte die Pleite jedoch bis 1913 abwenden. Die Betriebsteile in Elberfeld wurden jedoch abgewickelt. Die Fertigung wurde ausschließlich auf Lkw mit leichter Nutzlast umgestellt. Auch elektrische Lastkarren und sogenannte Vorspannwagen wurden in den 1920er Jahren produziert.
In den Jahren 1925/26 ließ man eine neue Wagenfabrik nach den Plänen von Huber Ritter in den Jahren 1925/26 in Köln-Bickendorf errichten. Der alte Standort in der Aachener Straße musste für die Anlage des Kölner Grüngürtels aufgegeben werden. Im Gegenzug erhielt man für den Neubau Unterstützung durch die Stadt. Die Verwerfungen der Weltwirtschaftskrise bedeuteten 1930 das Aus für das Unternehmen.